# Дана Затопкова
Дана Затопкова (чеш. Dana Ingrová-Zátopková; Карвина, 19. септембар 1922 — Праг, 13. март 2020) била је чехословачка атлетичарка, светска и европска првакиња, четрвороструки учесник Летњих олимпијских игара. Такмичила се у бацању копља. Удовица је чехословачког тркача на дуге пруге Емила Затопека (1922—2000).

## Биографија
Одрасла је у Ухерском Храдишту у Моравској, где се први пут после средње школе почела бавити атлетиком. Године 1948. на Олимпијским играма завршила је као седма. После такмичења удала се за олимпијског победника Емила Затопека. У Хелсинкију 1952 оба супружника, освојила су златне медаље. Још два пута је учествовала на Олимпијским играма 1956. у Мелбурну, где је била четврта а у Риму 1960. освојила је сребрну медаљу.
Дана Затопкова је такође два пута била првакиња Европе: 1954. и 1958. у Берну у Стокхолму.
Првак Чехословачке је била 13 пута, 14 пута је постављала национални рекорд, два пута европски рекорд а 1958 и светски рекорд. Од 1953. радила је као тренер, а касније је на националном и међународном нивоу, била функционер у спорту.
Године 2003. Дани Затопковој је додељена Медаља за заслуге II степена.

## Светски рекорд
Светски рекорд Затопкова од 55,73 м постигла је у Прагу јуну 1958. поправивши стари Надежде Коњајеве за 25 цм. Месец и по дана касније 25. јула 1958. њен рекорд је за 1,67 м пребацила Ана Пазера.

## Занимљивост
Дана Затопкова рођена је 19. септембра 1922. истог дана као и њен супруг Емил Затопек. После Летњих олимпијских игара 1948. венчали су се такође 19. септембра. Брачни пар је истовремено освојио златне медаље на Олимпијским играма 1952. (супруга у бацању копља, а супруг у трци на 5.000 м) 24. јула 1952. јер се последњи победоносни хитац у финалу бацања копља поклопио са финишем трке на 5.000 метара.